# Raión de Krasnogvardiiski
El Raión de Krasnogvardiiski (en ucraniano: Красногвардійський район, en ruso: Красногвардейский район, en tártaro de Crimea: Qurman rayonı) es un raión situado en la República Autónoma de Crimea de Ucrania o República de Crimea, perteneciente a Rusia. Es una de las 25 regiones de esta República. Se encuentra ubicada en el en  la parte central de Crimea. Su capital y centro administrativo es la ciudad de Krasnogvardiiske.

## Geografía
El distrito ocupa la parte central de la península de Crimea de la cual la mayor parte es estepa plana. Por esta región pasa el río Salgir muy importante para el abastecimiento de agua y regadío. Este distrito no tiene ninguna salida al mar.

## Demografía
Según estimación 2010 contaba con una población total de 93782 habitantes.

## Otros datos
El código KOATUU fue 122000000. El código postal 97000 o 297000, el prefijo telefónico +380 6556 o +7 36556.